# Битка у заливу Кула
Битка у заливу Кула (енгл. Battle of Kula Gulf), вођена 6. јула 1943. између америчких и јапанских снага, била је америчка поморска победа током битке за Соломонова острва на пацифичком фронту Другог светског рата.

## Позадина
По паду Гвадалканала почетком 1943, Јапанци су ојачали одбрану централних Соломонових острва да би се супротставили савезничкој противофанзиви. На Нову Џорџију, Коломбангару и друга острва пребацивали су стога трупе и материјал, ноћу, разарачима. Тако је јапански састав од две транспортне групе (3 односно 4 разарача) и групе за подршку (3 разарача) испловио 5. јула увече из Буина на Бугенвилу за упориште Вила на Коломбангари. Дан раније амерички здружени одред (3 лаке крстарице и 4 разарача) којим је командовао адмирал Валден Ејнзверт (енгл. Walden Ainsworth) подржавао је властите трупе искрцане на Новој Џорџији 2. јула, а затим кренуо у базу Тулаги. Обавештен 5. јула после подне о покретима противника, Ејнзверт је окренуо на запад ка заливу Кула у Соломоновом мору (између острва Нове Џорџије и Коломбангаре), куда је пролазила јапанска рута за упоришта на Коломбангари. До поноћи истог дана његови родови су избили у висину северозападног рта Нове Џорџије и пошто радари нису открили нису открили противника, продужили су у противавионском строју у западном правцу. У то време  Теруо Акијама (енгл. Teruo Akiyama) се приближавао заливу Кула с југа. у 0 часова и 26 минута упутио је 6. јула прву транспортну групу дуж југоисточне обале Коломбангаре ка Вили, а са 7 преосталих разарача продужио у источном правцу. Пошто је у 1 час и 43 минута и другу транспортну групу под командом капетана бојног брода Катсумори Јамашире (енгл. Katsumori Yamashiro) упутио ка сидришту Виле, продужио је у строју колоне са 3 разарача (група за подршку) на север.

## Битка
У то време амерички састав се престројавао у колону са по 2 разарача на челу и зачељу, пошто су у 1 час и 40 минута радари открили противника на одстојању од 22.500 м. Амерички бродови отворили су у 1 час и 57 минута артиљеријску ватру са одстојања од 6.200 м. Првим плотуном потопљен је јапански челни разарач Низуки (енгл. Niizuki). Преостала два јапанска разарача одговорили су на артиљеријску ватру торпедним нападом, а потом су се, лакше оштећени, под заштитом димне завесе повукли према северозападу да поново ступе у акцију пошто напуне торпедне цеви. Погођена са 3 торпеда због закаснелог окрета, америчка крстарица Хелена је потопљена.
Док су јапански разарачи из групе за подршку привремено напуштали бојиште, Јамаширова транспортна група од 4 разарача улазила је у битку према претходно добијеном наређењу. Американци су је открили на одстојању од око 11.500 м. Остваривши погодним маневром крижање Т, чиме су 3 од 4 јапанска разарача онемогућена да одговоре на ватру, прринудили су првим плотунима противника на повлачење према Вили, при чему су два разарача лакше оштећена. При покушају да уплови у пристаниште један разарач се насукао, па су га сутрадан уништили амерички авиони.
Пошто је отерао Јамаширову групу, Ејнзверт је поново кренуо на запад. Не наишавши на противника, окренуо је после 3 часа у противкурс за Тулаги, оставивши два разарача ради спасавања преживелих са потопљене крстарице. Пошто нису открили противника, јапански разарачи подршке повукли су се према Буину, у ком правцу су кренули и остали јапански разарачи пошто су искрцали трупе и материјал у Вили. При том је дошло до краћег сукоба два јапанска са два америчка разарача, који су спречили Јапанце у спасавању преживелих са Низукија.